# Combate aéreo de 1938 en Alicante
El combate aéreo del 4 de julio de 1938 en Alicante fue un enfrentamiento ocurrido durante la guerra civil española entre una escuadrilla de cazas de la aviación republicana y bombarderos de la Aviación Legionaria Italiana en los cielos de la bahía de Alicante. El enfrentamiento permitió evitar el bombardeo del puerto de la ciudad, objetivo prioritario de la aviación sublevada, y constituye uno de los pocos combates aéreos exitosos registrados sobre la capital alicantina durante la contienda.

## Contexto
Durante 1938 la ciudad de Alicante sufrió múltiples bombardeos por parte de la aviación italiana y alemana al servicio del bando sublevado. La ciudad, situada en la retaguardia republicana, tenía un puerto estratégico para la llegada de suministros y era blanco habitual de ataques. Aunque Alicante contaba con baterías antiaéreas y refugios, la defensa aérea activa era limitada debido a la escasez de cazas disponibles.
El 4 de julio, ante la llegada de dos petroleros que iban a descargar combustible en el puerto, el alto mando republicano desplazó temporalmente tres cazas Polikarpov I-16, conocidos popularmente como moscas, desde el aeródromo de Liria al de Rabasa, en Alicante, con el fin de proteger la operación.

## El combate
La patrulla, compuesta por los pilotos Francisco Tarazona Torán (valenciano nacido en México), Vicente Yuste Gorbatón y Andrés Fierro Menu (ambos madrileños), pertenecía a la 3.ª Escuadrilla de Moscas, comandada por el as republicano José María Bravo. Los aparatos llevaban pintada como seña distintiva una pieza de dominó con el seis doble.
Sobre las 10:00 horas, los tres cazas divisaron a unos seis mil metros de altura seis bombarderos trimotores Savoia-Marchetti SM.79 procedentes de las islas Baleares, cuyo objetivo era el puerto de Alicante. Los "moscas" se lanzaron al ataque desde altitud superior, sorprendiendo a los bombarderos por un lateral. Durante el enfrentamiento, uno de los Polikarpov, el de Fierro, sufrió daños en el motor y tuvo que retirarse.
Tarazona y Yuste continuaron el ataque. Tres bombarderos lanzaron sus cargas al mar y huyeron, mientras los otros trataron de mantener el rumbo. Uno de ellos fue alcanzado y comenzó a arder, cayendo en barrena. Otro, con un motor averiado, voló inestable hacia el sur perseguido por Tarazona, que lo siguió hasta las inmediaciones del aeródromo de El Carmolí (Cartagena), donde lo perdió de vista mientras descendía lentamente hacia el mar, probablemente con su tripulación muerta.

## Bombardeo a Rabasa
Mientras esto ocurría, otra escuadrilla de bombarderos italianos sobrevoló la ciudad desde el norte y lanzó unas noventa bombas sobre el aeródromo de Rabasa. El ataque fue ineficaz y solo causó daños materiales menores. Según el parte oficial del gobernador civil, no se produjeron víctimas.
Tras el combate, Tarazona y Yuste aterrizaron provisionalmente en El Carmolí, para regresar más tarde a Rabasa. Allí se reencontraron con Fierro y con el resto de la 3.ª Escuadrilla de Moscas, que había sido trasladada para reforzar la defensa aérea entre Alicante y Cartagena.

## Consecuencias
La actuación de los cazas republicanos logró evitar el bombardeo del puerto de Alicante, uno de los pocos casos de defensa aérea efectiva durante la guerra. Aunque Rabasa fue atacado, los daños fueron mínimos. Los partes oficiales de ambos bandos ofrecieron versiones incompletas o contradictorias, y no mencionaron el enfrentamiento aéreo en su totalidad.
Tres días después, los pilotos fueron trasladados al frente de Aragón. El 18 de julio, Vicente Yuste moriría en combate en Sarrión, al ser derribado durante una misión.